# Atrijska fibrilacija
Atrijska fibrilacija (AF ali A-fib), poslovnjeno tudi migetanje preddvorov, je nenormalen srčni ritem, za katerega je značilno, da srce hitro in neredno bije. Pogosto se začne kot kratkotrajna obdobja z nenormalnim utripom, ki se s časom podaljšujejo in lahko trajajo brez premora. Večina epizod je brez simptomov. Občasno lahko pride do razbijajočega srca, omedlevice, težkega dihanja ali bolečine v prsih. Bolezen je povezana s povečanim tveganjem za srčno popuščanje, demenco in možgansko kap. Gre za eno od oblik supraventrikularne tahikardije.
Visok krvni tlak in bolezni srčnih zaklopk so najpogostejši spremenljivi dejavni tveganja za AF.  Drugi dejavniki tveganja v zvezi s srcem so srčno popuščanje, bolezni koronarnih arterij, kardiomiopatija in prirojeno srčno obolenje. V deželah v razvoju se bolezni srčnih zaklopk pogosto pojavljajo kot posledica revmatske vročice. S pljuči povezani dejavniki tveganja so KOPB, debelost in spalna apneja. Drugi dejavniki so med drugim pretirano uživanje alkohola, sladkorna bolezen in hipertiroidizem.  Polovica obolenj pa ni povezana z nobenim od teh dejavnikov tveganja. Diagnoza se postavlja na osnovi  otipa utripa,  lahko se potrdi z elektrokardiogramom (EKG). Tipičen EKG pri AF  kaže neredno vprekatno frekvenco in odsotnost valov P.
AF se pogosto zdravi z zdravili, ki srčni utrip znižajo na raven blizu normale (tako imenovani frekvenčni nadzor) ali pretvorijo utrip v običajni sinusni ritem (tako imenovani nadzor ritma). Električna kardioverzija se prav tako lahko uporabi za pretvorbo AF v normalni sinusni ritem;  pogosto se uporabi emergentno, če gre za nestabilno osebo oseba. Ablacija lahko prepreči ponovitev pri nekaterih ljudeh. Z vidika tveganja za možgansko kap se lahko priporoči aspirin ali sredstva proti strjevanju, kot je varfarin ali novejši oralni antikoagulant. Ta zdravila zmanjšujejo to tveganje, povečujejo pa pogostnost večjih krvavitev.
Atrijska fibrilacija je najpogostejša resna nenormalnost srčnega utripa. V Evropi in Severni Ameriki je leta 2014 bilo prizadetih približno 2 % do 3 % prebivalstva. Leta 2005 je bilo prizadetih 0,4 - 1 % prebivalstva. V deželah v razvoju bolezen prizadene približno 0,6 % moških in 0,4 % žensk. Odstotek ljudi z AF s starostjo raste, od 0,14 % pri starostih pod 50 let, na 4 % med 60 in 70 let in na 14 % nad 80 let. A-fib in atrijsko plapolanje sta leta 2013 imela za posledico 112.000 smrti, občuten porast z 29.000 v letu 1990. Prvi je o nerednem srčnem utripu poročal Jean-Baptiste de Sénac leta 1749. Stanje je z EKG prvi dokumentiral leta 1909 Thomas Lewis.